# Wolfram Wilss
Wolfram Wilss (* 25. Juli 1925 in Ravensburg; † 3. August 2012 in Saarbrücken) war ein deutscher Sprach- und Übersetzungswissenschaftler. Er gilt als einer der Wegbereiter der Übersetzungswissenschaft in Deutschland und war Sprachendienstleiter im Bonner Bundeskanzleramt und Direktor des Dolmetscher-Instituts der Universität des Saarlandes.

## Leben
Wolfram Wilss wurde als Sohn des Oberstudienrates Ludwig Wilss geboren. Er machte 1943 sein Abitur am Uhland-Gymnasium Tübingen. Anschließend ging er bis Mai 1945 in den Kriegsdienst, nach dem er bis zum 12. Juni 1945 in amerikanische Kriegsgefangenschaft geriet. Im Herbst 1945 nahm er ein Studium der Philologie, Deutsch, Englisch und Latein an der Universität Tübingen auf. 1950 wurde er dort bei Hugo Kuhn mit einer Dissertation zu Hartmann von Aue und Gottfried von Straßburg promoviert. In den 1950er Jahren absolvierte er weiterhin das 1. und 2. Staatsexamen für das Höhere Lehramt.
In den Jahren 1954 und 1955–57 war er als Sprachendienstleiter im Bonner Bundeskanzleramt tätig. 1966 wurde er zum Direktor des Dolmetscher-Instituts an der Universität des Saarlandes ernannt und 1968 auf den Lehrstuhl für „Angewandte Sprachwissenschaft unter besonderer Berücksichtigung der Theorie des Übersetzens“ berufen. Wolfram Wilss wurde Sprecher und Projektleiter des früheren Sonderforschungsbereichs „Elektronische Sprachforschung“ an der Universität des Saarlandes. Er wurde 1990 emeritiert, stellte jedoch seine wissenschaftliche Tätigkeit nicht ein.
Neben dem Werk Übersetzen und Dolmetschen im 20. Jahrhundert, das in Deutsch und Englisch erschienen ist und zum Standardwerk avancierte, erschienen Weltgesellschaft, Weltverkehrssprache und Weltkultur, sowie eine Schrift zur Geschichte seines Saarbrücker Instituts. In seinem 2003 erschienenen Sammelwerk untersucht er Die Zukunft der internationalen Kommunikation im 21. Jahrhundert.
Wilss war Ehrendoktor der Wirtschaftsuniversität Aarhus. Sein Nachlass ist im Universitätsarchiv Saarbrücken überliefert.

## Schriften (Auswahl)
- Die Beziehungen zwischen Hartmann von Aue und Gottfried von Straßburg. Versuch über Aufbau und Weltbild mittelhochdeutscher Epik, Dissertation
- Übersetzungswissenschaft. Probleme und Methoden. Klett-Cotta, Stuttgart 1977.
  - Englische Übersetzung: The Science of Translation. Problems and Methods. Narr, Tübingen 1982.
  - Spanische Übersetzung: La Ciencia de la Traducción. Problemas y métodos. Universidad Nacional Autónoma de México, México 1988.
- Wortbildungstendenzen in der deutschen Gegenwartssprache. Theoretische Grundlagen – Beschreibung – Anwendung. Narr, Tübingen 1986.
- Kognition und Übersetzen. Zu Theorie und Praxis der menschlichen und der maschinellen Übersetzung. Niemeyer, Tübingen 1988.
- Anspielungen. Zur Manifestation von Kreativität und Routine in der Sprachverwendung. Niemeyer, Tübingen 1989.
- Übersetzungsfertigkeit. Annäherungen an einen komplexen übersetzungspraktischen Begriff. Narr, Tübingen 1992.
- Knowledge and Skills in Translator Behavior. John Benjamins, Amsterdam/Philadelphia 1996.
- Übersetzen und Dolmetschen im 20. Jahrhundert. Schwerpunkt deutscher Sprachraum. ASKO-Europa-Stiftung, Saarbrücken 1999.
- Wandlungen eines Universitätsinstituts. Vom "Dolmetscherinstitut" zur "Fachrichtung Angewandte Sprachwissenschaft sowie Übersetzen und Dolmetschen" der Universität des Saarlandes. Röhrig, St. Ingbert 2000.
- (Hrsg.) Weltgesellschaft, Weltverkehrssprache und Weltkultur. Globalisierung versus Fragmentierung. Stauffenburg, Tübingen 2000.